# Heartland rock
L’Heartland rock (tradotto: rock dell'entroterra) è un sottogenere di musica rock caratterizzato dal suono grezzo, spesso trattando di temi quali la classe lavoratrice. Questo genere punta ad andare oltre il solo intrattenimento della musica, cercando di dare un significato sociale.
I più grandi esponenti di questo genere sono i cantautori Tom Petty, Bob Seger, Bruce Springsteen, John Mellencamp e altri artisti Country, come Steve Earle e Joe Ely.

## Caratteristiche

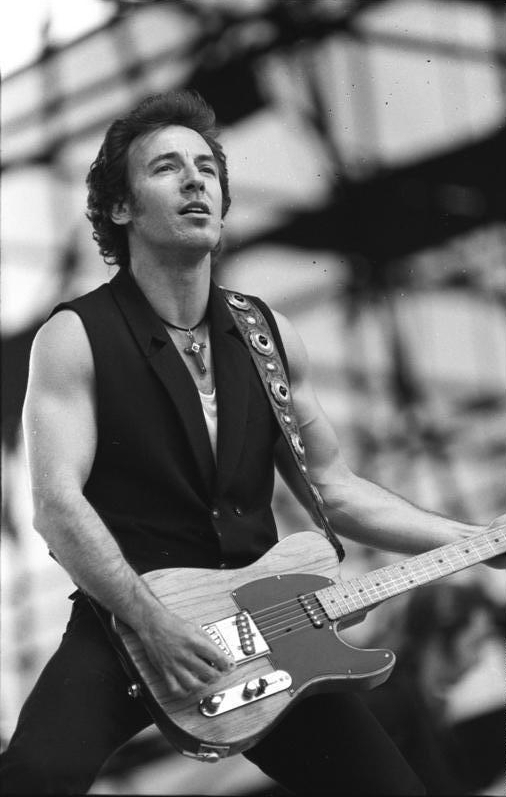
Bruce Springsteen, il più famoso artista heartland rock in concerto in Germania Est nell'88

Il termine heartland rock non fu coniato fino agli anni ottanta. In termini stilistici, il genere usa spesso un semplice stile rock, a volte con richiami agli elementi dell'americana, con dei semplici pattern di batteria, tastiere e sezioni occasionali che includono aerofoni come il sassofono. Tuttavia questa descrizione potrebbe essere una semplificazione esagerata, dato che l'album Born in the U.S.A. di Bruce Springsteen fece un uso estensivo di sintetizzatori, come nei singoli "Dancing in the Dark", "Glory Days" e l'omonima Born in the U.S.A.
I testi sono spesso rauche e non censurate, dando un senso di originalità. I versetti raccontano spesso di storie, e in alcune di queste canzoni si parla proprio di persone che stanno passando periodi difficili; i ritornelli sono molte volte simili a degli inni. Il genere è spesso associato alla classe lavoratrice del Midwest e della Rust Belt statunitensi. È categorizzato come un genere a volte romantico, i temi principali includono l'alienazione, la disperazione, al disoccupazione, il declino, l'illusione, le opportunità perdute e la nostalgia.
Il genere è fortemente influenzato da generi come il country, folk, folk rock, garage rock anni 60 e da band come the Rolling Stones, Bob Dylan, Hank Williams, Woody Guthrie, Creedence Clearwater Revival e the Byrds.

## Storia

### Origini
La maggior parte degli esponenti dell'heartland rock iniziarono la loro carriera attorno agli anni sessanta come nel caso di Bob Seger, o negli anni settanta, come con Springsteen e Tom Petty and the Heartbreakers.

### Picco
Il genere raggiunse il picco commerciale con l'uscita dell'album "Born in the U.S.A." di Bruce Springsteen nel 1984. Nello stesso decennio molti artisti si aggiunsero al genere in voga, come John Mellencamp, Bruce Hornsby & the Range, Iron City Houserockers, John Hiatt, Lucinda Williams e BoDeans. Molti altri artisti country come Steve Earle,, The Tractors, The Hot Club of Cowtown e Joe Ely vennero associati al genere.

### Declino
Negli anni novanta, molti artisti che potrebbero essere stati definiti heartland rockers negli anni ottanta decisero di seguire una strada nell'americana, genere emerso di recente all'epoca.

## Influenza e lascito
Molti artisti ebbero una grande influenza dall'heartland rock, come Billy Joel e Kid Rock. Band indie rock come the Killers, the Menzingers e the War on Drugs sono anche stati associati al genere.
La band inglese Dire Straits e il cantautore Sam Fender sono spesso nominati in quanto creatori di un heartland britannico.